# 1989–1990-es olasz labdarúgókupa
Az 1989–1990-es olasz labdarúgókupa az olasz kupa 43. kiírása. A kupát a Juventus nyerte meg, immár nyolcadik alkalommal.

## Eredmények

### Első forduló
| 1. csapat      | Eredmény        | 2. csapat      |
| -------------- | --------------- | -------------- |
| Internazionale | 1–0             | Spezia         |
| Cosenza        | 2–2 (Te.: 4-3)  | Reggiana       |
| Lazio          | 2–0             | Ancona         |
| Bologna        | 2–0             | Triestina      |
| Roma           | 3–0             | Modena         |
| Pisa           | 1–1 (Te.: 2-4)  | Palermo        |
| Prato          | 0–2             | Sampdoria      |
| Genoa          | 3–0             | Padova         |
| Lecce          | 2–0             | Brindisi       |
| Pescara        | 2–1             | Sambenedettese |
| Cagliari       | 0–1 (hu.)       | Juventus       |
| Taranto        | 0–0 (Te.: 4-3)  | Udinese        |
| Parma          | 0–0 (Te.: 6-7)  | Milan          |
| Brescia        | 1–3             | Cremonese      |
| Avellino       | 1–2             | Cesena         |
| Messina        | 2–1             | Torino         |
| Atalanta       | 4–0             | Torres         |
| Bari           | 3–1             | Piacenza       |
| Licata         | 1–3             | Fiorentina     |
| Como           | 2–1             | Empoli         |
| Ascoli         | 1–1 (Te.: 10-9) | Catanzaro      |
| Barletta       | 1–0             | Verona         |
| Napoli         | 1–1 (Te.: 9-8)  | Monza          |
| Foggia         | 0–1             | Reggina        |

### Második forduló
| 1. csapat  | Eredmény       | 2. csapat      |
| ---------- | -------------- | -------------- |
| Cosenza    | 0–2 (hu.)      | Internazionale |
| Lazio      | 1–2 (hu.)      | Bologna        |
| Roma       | 4–0            | Palermo        |
| Genoa      | 0–1            | Sampdoria      |
| Pescara    | 1–1 (Te.: 4-1) | Lecce          |
| Juventus   | 2–1            | Taranto        |
| Cremonese  | 0–1            | Milan          |
| Cesena     | 1–4            | Messina        |
| Atalanta   | 1–0 (hu.)      | Bari           |
| Fiorentina | 1–1 (Te.: 8-7) | Como           |
| Ascoli     | 4–0            | Barletta       |
| Napoli     | 2–0            | Reggina        |

### Csoportkör
|  | Az első helyezett továbbjut.            |
|  | A második, harmadik helyezett búcsúzik. |

#### A csoport
| Csapat         | M | GY | D | V | LG | KG | GA | P |
| -------------- | - | -- | - | - | -- | -- | -- | - |
| Roma           | 2 | 1  | 0 | 1 | 4  | 3  | +1 | 2 |
| Internazionale | 2 | 1  | 0 | 1 | 4  | 3  | +1 | 2 |
| Ascoli         | 2 | 1  | 0 | 1 | 2  | 4  | -2 | 2 |

| AS Roma        | 3–0 | Ascoli         |
| Ascoli         | 2–1 | Internazionale |
| Internazionale | 3–1 | AS Roma        |

#### B csoport
| Csapat     | M | GY | D | V | LG | KG | GA | P |
| ---------- | - | -- | - | - | -- | -- | -- | - |
| Napoli     | 2 | 1  | 1 | 0 | 3  | 1  | +2 | 3 |
| Bologna    | 2 | 1  | 0 | 1 | 3  | 4  | -1 | 2 |
| Fiorentina | 2 | 0  | 1 | 1 | 3  | 4  | -1 | 1 |

| Bologna    | 3–2 | Fiorentina |
| Napoli     | 2–0 | Bologna    |
| Fiorentina | 1–1 | Napoli     |

#### C csoport
| Csapat   | M | GY | D | V | LG | KG | GA | P |
| -------- | - | -- | - | - | -- | -- | -- | - |
| Milan    | 2 | 1  | 1 | 0 | 7  | 1  | +6 | 3 |
| Atalanta | 2 | 0  | 2 | 0 | 1  | 1  | 0  | 2 |
| Messina  | 2 | 0  | 1 | 1 | 0  | 6  | -6 | 1 |

| Messina  | 0–0 | Atalanta |
| AC Milan | 6–0 | Messina  |
| Atalanta | 1–1 | AC Milan |

#### D csoport
| Csapat    | M | GY | D | V | LG | KG | GA | P |
| --------- | - | -- | - | - | -- | -- | -- | - |
| Juventus  | 2 | 2  | 0 | 0 | 3  | 1  | +2 | 4 |
| Sampdoria | 2 | 1  | 0 | 1 | 3  | 3  | 0  | 2 |
| Pescara   | 2 | 0  | 0 | 2 | 1  | 3  | -2 | 0 |

| Sampdoria | 2–1 | Pescara   |
| Pescara   | 0–1 | Juventus  |
| Juventus  | 2–1 | Sampdoria |

### Elődöntő
| 1. csapat | Eredmény | 2. csapat | 1. mérk. | 2. mérk. |
| --------- | -------- | --------- | -------- | -------- |
| Juventus  | 4–3      | Roma      | 2–0      | 2–3      |
| Milan     | 3–1      | Napoli    | 0–0      | 3–1      |

### Döntő

#### Első mérkőzés
| 1990. február 28. | Juventus | 0 – 0 | Milan | Stadio delle Alpi, Torino Nézőszám: – Játékvezető: Pietro D'Elia |
| 1990. február 28. |          |       |       | Stadio delle Alpi, Torino Nézőszám: – Játékvezető: Pietro D'Elia |

#### Második mérkőzés
| 1990. április 25. | Milan | 0 – 1 | Juventus  | San Siro, Milánó Nézőszám: – Játékvezető: Pietro D'Elia |
| 1990. április 25. |       | (0–1) | Galia 45' | San Siro, Milánó Nézőszám: – Játékvezető: Pietro D'Elia |

Összesítésben a Juventus nyert (1–0).
| Az 1989–1990-es olasz labdarúgókupa győztese: |
| --------------------------------------------- |
| Juventus 8. cím                               |